# 성남시의 국회의원

## 행정구역 변천
- 1973년 7월 1일 광주군 대왕면·낙생면·돌마면·중부면 일부(단대리·상대원리·탄리·수진리·복정리·창곡리)에 경기도 성남시 설치
- 1989년 5월 1일 구제 실시로 수정구·중원구 설치
- 1991년 9월 1일 중원구로부터 분당구 분구

## 성남시의 역대 국회의원
| 대수   | 이름           | 소속정당     | 임기                               | 선거구역 |
| ------ | -------------- | ------------ | ---------------------------------- | --- |
| 제10대 | 정동성(鄭東星) | 민주공화당   | 1979년 3월 12일 - 1980년 10월 27일 | 성남시·광주군·여주군·이천군 일원(제4선거구)                                                                                                  |
| 제10대 | 오세응(吳世應) | 무소속       | 1979년 3월 12일 - 1980년 10월 27일 | 성남시·광주군·여주군·이천군 일원(제4선거구)                                                                                                  |
| 제11대 | 오세응(吳世應) | 민주정의당   | 1981년 4월 11일 - 1985년 4월 10일  | 성남시·광주군 일원(제4선거구) |
| 제11대 | 이대엽(李大燁) | 신정당       | 1981년 4월 11일 - 1985년 4월 10일  | 성남시·광주군 일원(제4선거구) |
| 제12대 | 이대엽(李大燁) | 한국국민당   | 1985년 4월 11일 - 1988년 5월 29일  | 성남시·광주군 일원(제2선거구) |
| 제12대 | 오세응(吳世應) | 민주정의당   | 1985년 4월 11일 - 1988년 5월 29일  | 성남시·광주군 일원(제2선거구) |
| 제13대 | 이대엽(李大燁) | 신민주공화당 | 1988년 5월 30일 - 1992년 5월 29일  | 성남시 갑: 신흥1동, 신흥2동, 신흥3동, 태평1동, 태평2동, 태평3동, 수진1동, 수진2동, 단대1동, 단대4동, 은행2동, 복정동, 신촌동, 고등동, 시흥동 |
| 제13대 | 이찬구(李讚九) | 평화민주당   | 1988년 5월 30일 - 1992년 5월 29일  | 성남시 을: 성남동, 중동, 단대2동, 단대3동, 은행1동, 상대원1동, 상대원2동, 상대원3동, 분당동, 이매동, 여수동, 판교동, 금곡동, 운중동          |

## 같이 보기
- 성남시 수정구의 국회의원
- 성남시 중원구의 국회의원
- 성남시 분당구의 국회의원
- 성남시 갑
- 성남시 을
- 성남시 수정구 (선거구)
- 성남시 중원구·분당구
- 성남시 중원구 (선거구)
- 성남시 분당구 (선거구)
- 성남시 분당구 갑
- 성남시 분당구 을
- 수원시의 국회의원
- 안양시의 국회의원
- 의왕시의 국회의원
- 과천시의 국회의원
- 용인시의 국회의원
- 경기 광주시의 국회의원
- 하남시의 국회의원
- 서울 송파구의 국회의원